# Antal István (politikus, 1896–1975)
Antal István (Kenderes, 1896. február 18. – Budapest, 1975. szeptember 5.) magyar politikus, országgyűlési képviselő, igazságügy-, illetve vallás- és közoktatásügyi miniszter. Antal Lajos (1902–1973) belgyógyász, főorvos, egyetemi magántanár testvére.

## Élete
Kenderesen született, innen ismerte Horthy Miklóst, aki ugyancsak ebben a faluban született és tengerésztisztként néha hazajárt. Az első világháborúban besorozták katonának, a frontról hazatérve különböző szélsőjobboldali diákszervezetekben töltött be vezető szerepet. Előbb megalapította a Piros-fehér Blokkot, amely Károlyi Mihály kormánya és a Tanácsköztársaság ellen működő szervezet volt, majd a Turul Szövetség egyik vezetője lett, innen ismerte meg Kolosváry-Borcsa Mihályt.
Elvégezte a jogi egyetemet, majd Gömbös Gyula miniszterelnök sajtófőnöke, majd később az Igazságügyi Minisztérium államtitkára lett. 1942-ben tagja lett a Kállay-kormánynak mint tárca nélküli nemzetvédelmi propagandaminiszter. A németek oldalán vívott háború mellett agitált, teljes sikerrel. A német megszállás után a Sztójay-kormányban az igazságügyi, illetve a vallás- és közoktatásügyi miniszteri pozíciókba nevezték ki, amit egészen 1944. augusztus 29-éig viselt. Ez idő alatt tevékenyen részt vett az újabb zsidótörvények megalkotásában és hatályba léptetésében. A nyilas hatalomátvételt követően már nem töltött be politikai szerepet, sőt egy rövid időre börtönbe is került, mert bírálta Szálasi Ferenc szellemi képességeit.
A háború után népbíróság elé került és kötél általi halálra ítélték, de nem végezték ki Rákosi Mátyás személyes közbenjárására, hanem ítéletét életfogytiglanra módosították. 1960-ban kiengedték a börtönből, haláláig visszavonultan élt. Megírta emlékiratait, melyeket azonban csak a rendszerváltás után, 2004-ben adtak ki. 1975-ben halt meg.

## Művei
- A magyar nemzetvédelmi propaganda; Stádium Ny., Bp., 1943
- A nemzetvédelmi propaganda irányelvei. Antal István költségvetési beszéde; Stádium, Bp., 1943
- Gömbös Gyula hatalomra kerülése és kormányzása, 1932–1936. Antal István sajtófőnök emlékiratai; szerk., tan., jegyz., névmutató Gergely Jenő; Palatinus, Bp., 2004 (Korok és dokumentumok) ISBN 963-9487-47-3